# تام لیگن
تیپی واکر (به انگلیسی: Tom Ligon) (زاده ۱۰ سپتامبر ۱۹۴۰) بازیگر آمریکایی است.
از فیلم‌های معروف او می‌توان به بازی در فیلم طبل را آهسته بزن اشاره کرد.